# ルイ・ガレル
ルイ・ガレル （Louis Garrel、1983年6月14日 -）は、フランス、パリ生まれの俳優。

## 略歴
父親は、ゴダールの再来と呼ばれている映画監督のフィリップ・ガレル。母親は俳優のブリジット・シィ。俳優モーリス・ガレルの孫にあたる。妹エステル・ガレルも俳優である。
幼いころから母や祖父とともに、父の映画作品に出演していた。父の『救いの接吻』に出演したのは6才のときだった。ジャン＝ピエール・レオ後援のもと、俳優として才能を認められたガレルは学業の合間に舞台に立つようになった。フランス国立高等演劇学校を2004年に卒業している
。本格的な映画初出演は、ジェーン・バーキンと共演した2001年の『これが私の肉体』である。
2003年に出演したベルナルド・ベルトルッチ監督の『ドリーマーズ』で国際的に知られるようになった。
2005年、父フィリップ・ガレルの映画『恋人たちの失われた革命』の主演を務める。同映画は第62回ヴェネツィア国際映画祭で銀獅子賞を受賞する。2006年、「恋人たちの失われた革命」でセザール賞の有望男優賞を受賞する。その後もフィリップの映画『愛の残像』『灼熱の肌』『ジェラシー』に出演している。「灼熱の肌」では女優モニカ・ベルッチと共演している。
2008年、2010年に自ら短編映画を製作している。
2016年、ニコール・ガルシア監督の『愛を綴る女』で女優マリオン・コティヤールと共演。
『女優』の監督である女優ヴァレリア・ブルーニ＝テデスキと5年の交際の後2012年に別れ、イラン人俳優ゴルシフテ・ファラハニと交際している。2015年よりレティシア・カスタと交際し、2017年に結婚した。

## 主な映画作品
| 公開年 | 邦題 原題                                                  | 役名                       | 備考                           |
| ------ | ---------------------------------------------------------- | -------------------------- | ------------------------------ |
| 1989   | 救いの接吻 Les Baisers de secours                          |                            |                                |
| 2001   | これが私の肉体 Ceci est mon corps                          | アントニー                 |                                |
| 2003   | ドリーマーズ The Dreamers                                  | テオ                       |                                |
| 2004   | ジョルジュ・バタイユ ママン Ma mère                        | ピエール                   |                                |
| 2005   | 恋人たちの失われた革命 Les amants réguliers                | フランソワ                 |                                |
| 2006   | パリの中で Dans Paris                                      | ジョナサン                 |                                |
| 2007   | 愛のうた、パリ Les chansons d'amour                        | イスマエル                 |                                |
| 2007   | 女優 Actrices                                              | エリック                   |                                |
| 2008   | 愛の残像 La frontière de l'aube                            | フランソワ                 |                                |
| 2008   | 美しいひと La Belle Personne                               | ヌムール                   |                                |
| 2010   | Le Mariage à trois                                         | テオ                       |                                |
| 2010   | 胸騒ぎの恋人 Les Amours imaginaires                        | ある男性                   | WOWOWで放映後に劇場公開        |
| 2010   | 女優と仕立屋 Petit Tailleur                                |                            | 監督、短編、日本劇場未公開     |
| 2011   | 愛のあしあと Les bien-aimés                                | クレマン                   |                                |
| 2011   | 灼熱の肌 Un été brûlant                                    | フレデリック               |                                |
| 2013   | イタリアのある城で Un château en Italie                    | ナタン                     | 日本劇場未公開                 |
| 2013   | ジェラシー La Jalousie                                     | ルイ                       |                                |
| 2014   | SAINT LAURENT/サンローラン Saint Laurent                   | ジャック                   |                                |
| 2015   | パリ、恋人たちの影 L'Ombre des femmes                      | ナレーター                 |                                |
| 2015   | モン・ロワ 愛を巡るそれぞれの理由 Mon roi                  | ソラル                     |                                |
| 2016   | 愛を綴る女 Mal de pierres                                  | アンドレ・ソヴァージュ     |                                |
| 2016   | プラネタリウム Planetarium                                 | フェルナン                 |                                |
| 2017   | グッバイ・ゴダール! Le Redoutable                          | ジャン＝リュック・ゴダール |                                |
| 2018   | パリの恋人たち L’homme fidele                              | アベル                     | 監督、主演                     |
| 2018   | FUNAN フナン Funan                                         | クン                       | アニメーション映画（声の出演） |
| 2019   | ストーリー・オブ・マイライフ/わたしの若草物語 Little Women | フリードリヒ・ベア         |                                |
| 2019   | オフィサー・アンド・スパイ J'accuse                        | アルフレド・ドレフュス     |                                |
| 2020   | サン・セバスチャンへ、ようこそ Rifkin's Festival           | フィリップ                 |                                |

## 主な舞台
- 『バール』ベルトルト・ブレヒト作、2006年

## 参照
1. 1 2  “Louis Garrel” (英語).  IMDb. 2018年12月5日閲覧。
2. ↑  “Philippe Garrel” (英語).   MUBI. 2013年11月14日時点のオリジナルよりアーカイブ。2018年12月5日閲覧。